# Encyocrypta bertini
Espèce
Encyocrypta bertini est une espèce d'araignées mygalomorphes de la famille des Barychelidae.

## Distribution
Cette espèce est endémique de Nouvelle-Calédonie. Elle se rencontre sur le mont Mandjélia.

## Description
La femelle holotype mesure 15 mm

## Étymologie
Cette espèce est nommée en l'honneur du général Jean-Claude Bertin.

## Publication originale
- Raven, 1994 : Mygalomorph spiders of the Barychelidae in Australia and the Western Pacific. Memoirs of the Queensland Museum, vol. 35, no 2, p. 291-706 (texte intégral).